# Araǰin Xowmb 2022-2023
L'Araǰin Xowmb 2022-2023 è stata la 32ª edizione della seconda serie del campionato armeno di calcio. La stagione è iniziata il 3 agosto 2022 e si è conclusa il 28 maggio 2023.

## Stagione

### Novità
Nella passata stagione, il Lernayin Artsakh si è classificato al primo posto ed ha ottenuto la promozione in Bardsragujn chumb. Successivamente, a seguito della mancata iscrizione al campionato del Noravank, la federcalcio armena ha ammesso in massima serie lo Širak.
Le seguenti nuove squadre hanno preso parte al campionato:
- Ararat 2, seconda squadra dell'Ararat, iscrittasi dopo l'assenza nella passata stagione
- Lernayin Artsakh 2, seconda squadra del neopromosso Lernayin Artsakh
- Mika Erevan, rifondata dopo lo scioglimento societario del 2016
- Širak 2, seconda squadra del neopromosso Širak
- Syunik, che raccoglie l'eredità sportiva del Ganjasar, società scioltasi per motivi economici nel 2020
- West Armenia, che si iscrive al campionato dopo un anno di assenza

### Formato
Le dodici squadre si affrontano tre volte, per un totale di trentatré giornate. La prima classificata, viene promossa in Bardsragujn chumb 2023-2024.

## Squadre partecipanti
| Club               | Città  | Stadio                                                               | Stagione precedente |
| ------------------ | ------ | -------------------------------------------------------------------- | ------------------- |
| Ararat 2           | Erevan | Centro sportivo di Dzoraghbyur                                       | -                   |
| Alaškert 2         | Erevan | Centro sportivo di Echmiadzin                                        | 8º in Araǰin Xowmb  |
| Ararat-Armenia 2   | Erevan | FFA Academy Stadium                                                  | 5º in Araǰin Xowmb  |
| BKMA Erevan 2      | Erevan | FFA Academy Stadium                                                  | 6º in Araǰin Xowmb  |
| Ganjasar           | Kapan  | Stadio Lernagorts                                                    | 3º in Araǰin Xowmb  |
| Lernayin Artsakh 2 | Goris  | Stadio comunale di Sisian                                            | -                   |
| Mika Erevan        | Erevan | Stadio RCCSD                                                         | -                   |
| P'yownik 2         | Erevan | Stadio P'yownik                                                      | 4º in Araǰin Xowmb  |
| Širak 2            | Gyumri | Stadio comunale di Gyumri                                            | -                   |
| Syunik             | Kapan  | Stadio Lernagorts                                                    | -                   |
| Urartu 2           | Erevan | Stadio Urartu                                                        | 7º in Araǰin Xowmb  |
| West Armenia       | Erevan | Centro sportivo di Echmiadzin (1ª-19ª) Stadio Junior Sport (20ª-36ª) | -                   |

## Classifica finale
|  | Pos. | Squadra            | Pt | G  | V  | N | P  | GF | GS  | DR  |
|  | ---- | ------------------ | -- | -- | -- | - | -- | -- | --- | --- |
|  | 1.   | West Armenia       | 75 | 33 | 23 | 6 | 4  | 85 | 34  | +51 |
|  | 2.   | BKMA Erevan 2      | 72 | 33 | 23 | 3 | 7  | 81 | 30  | +51 |
|  | 3.   | Ganjasar           | 70 | 33 | 22 | 4 | 7  | 85 | 33  | +52 |
|  | 4.   | Ararat 2           | 60 | 33 | 19 | 3 | 11 | 65 | 48  | +17 |
|  | 5.   | Ararat-Armenia 2   | 58 | 33 | 18 | 4 | 11 | 65 | 52  | +13 |
|  | 6.   | Urartu 2           | 46 | 33 | 13 | 7 | 13 | 61 | 57  | +4  |
|  | 7.   | P'yownik 2         | 45 | 33 | 14 | 3 | 16 | 57 | 55  | +2  |
|  | 8.   | Širak 2            | 44 | 33 | 13 | 5 | 15 | 39 | 38  | +1  |
|  | 9.   | Syunik             | 38 | 33 | 12 | 2 | 19 | 49 | 52  | -3  |
|  | 10.  | Mika Erevan        | 36 | 33 | 11 | 3 | 19 | 35 | 77  | -42 |
|  | 11.  | Alaškert 2         | 26 | 33 | 8  | 2 | 23 | 47 | 99  | -52 |
|  | 12.  | Lernayin Artsakh 2 | 2  | 33 | 0  | 2 | 31 | 18 | 112 | -93 |

Legenda:
      Promossa in Bardsragujn chumb 2023-2024
Note:
Tre punti a vittoria, uno a pareggio, zero a sconfitta.
In caso di arrivo di due o più squadre a pari punti, la graduatoria verrà stilata secondo la classifica avulsa tra le squadre interessate.

## Risultati
|                    | Ala     | Ara     | AAr     | BKM     | Gan     | Ler     | Mik     | Pyo     | Šir     | Syu     | Ura     | Wes      |
| ------------------ | ------- | ------- | ------- | ------- | ------- | ------- | ------- | ------- | ------- | ------- | ------- | -------- |
| Alaškert 2         | ––––    | 0-2     | 1-2     | 1-3     | 2-4     | 4-1 3-0 | 0-3     | 3-4     | 2-2     | 1-0 2-2 | 0-7 4-3 | 0-2 2-7  |
| Ararat 2           | 2-0 2-1 | ––––    | 4-1 2-3 | 2-1 0-4 | 0-3     | 4-0 3-0 | 7-0 4-0 | 0-4     | 2-1     | 3-0     | 7-3 0-2 | 0-2      |
| Ararat-Armenia 2   | 3-1 0-1 | 1-4     | ––––    | 0-2 0-6 | 2-0 4-5 | 2-2     | 4-1 3-0 | 2-1     | 1-0     | 2-0 0-1 | 3-1     | 5-2      |
| BKMA Erevan 2      | 2-1     | 1-0     | 0-1     | ––––    | 1-1 2-1 | 4-3 3-0 | 5-0     | 2-3     | 3-1     | 2-0     | 6-0 1-2 | 2-4 1-1  |
| Ganjasar           | 9-0 5-0 | 2-2 9-0 | 3-0     | 1-0     | ––––    | 3-1     | 3-1     | 1-3 6-2 | 2-0 2-1 | 2-0 0-3 | 0-1     | 0-1      |
| Lernayin Artsakh 2 | 0-3     | 0-2     | 1-6 0-3 | 0-3     | 1-3 0-3 | ––––    | 1-1     | 1-4 0-3 | 2-3 0-3 | 2-5 0-3 | 1-2     | 0-12 0-3 |
| Mika Erevan        | 4-2 3-2 | 0-3     | 2-1     | 1-4 0-2 | 0-3     | 3-1 3-0 | ––––    | 0-1     | 0-1     | 0-1     | 3-2 1-1 | 1-2 1-1  |
| P'yownik 2         | 1-2 3-4 | 4-1 1-0 | 1-3 0-3 | 0-2 1-5 | 1-1     | 5-1     | 4-0 0-1 | ––––    | 0-2     | 1-2     | 2-0 0-0 | 2-1      |
| Širak 2            | 3-0 3-2 | 0-1 1-1 | 1-0 1-1 | 1-3 0-2 | 0-1     | 3-0     | 1-2 2-0 | 3-0 1-0 | ––––    | 1-0     | 0-0     | 0-2      |
| Syunik             | 5-0     | 1-3 2-0 | 3-4     | 1-5 0-1 | 0-1     | 3-0     | 0-1     | 3-1 1-1 | 2-0 1-2 | ––––    | 3-0     | 1-2      |
| Urartu 2           | 5-2     | 1-2     | 0-1 2-2 | 1-1     | 1-2     | 2-0 3-0 | 4-1     | 2-1     | 1-0 0-0 | 5-1 4-3 | ––––    | 1-3 3-4  |
| West Armenia       | 5-0     | 0-2 0-0 | 0-0 4-2 | 2-0     | 1-0 2-2 | 2-0     | 7-1     | 1-0 1-3 | 2-1 3-1 | 2-1 3-1 | 1-1     | ––––     |

## Individuali

### Classifica marcatori
| Gol |  |  | Giocatore         | Squadra          |
| --- |  |  | ----------------- | ---------------- |
| 24  |  |  | Alen Karapetyan   | Ganjasar         |
| 19  |  |  | Vrezh Chiloyan    | P'yownik 2       |
| 16  |  |  | Saleh Nasr        | Ganjasar         |
| 14  |  |  | Charles Ikechukwu | West Armenia     |
| 14  |  |  | Ashot Kocharyan   | Ararat 2         |
| 14  |  |  | Sargis Metoyan    | Alaškert 2       |
| 14  |  |  | Hamlet Minasyan   | BKMA Erevan 2    |
| 13  |  |  | Arayik Eloyan     | BKMA Erevan 2    |
| 11  |  |  | Armand Dagrou     | Ararat 2         |
| 11  |  |  | Yuri Kolozyan     | Ararat-Armenia 2 |